# Геолог (мини-футбольный клуб)
МФК «Геолог» — мини-футбольный клуб из Нового Уренгоя, существовавший в 1998—2005 годах. Высшее достижение в чемпионатах России — 8 место в сезоне 2002/03.

## Названия
- 1998—2000 — Динамо
- 2000—2003 — Роспан-Итера
- 2003—2004 — Итера
- 2004—2005 — Геолог

## История
Новоуренгойский мини-футбольный клуб «Динамо» был основан в 1998 году. В элиту отечественного мини-футбола он пробился уже под названием «Роспан-Итера». Уже в дебютном сезоне (2002/03) ему удалось выйти в плей-офф, заняв 8 место в регулярном чемпионате. Там новоуренгойцы в двух матчах уступили екатеринбургскому «ВИЗ-Синаре». В следующем сезоне «Итера» заняла 10 место, а ещё через год клуб, переименованный в «Геолог», долгое время боролся за выживание, в итоге заняв спасительное предпоследнее место. Но прямо перед стартом сезона 2005/06 «Геолог» снялся с соревнований по финансовым причинам.

## Выступления в Чемпионатах России
| Сезон     | Лига             | Занятое Место            |
| --------- | ---------------- | ------------------------ |
| 2000-2001 | Первая Лига (II) | 10                       |
| 2001-2002 | Первая Лига (II) | 1                        |
| 2002-2003 | Высшая Лига (I)  | 8 (плей-офф: 1/4 финала) |
| 2003-2004 | Суперлига (I)    | 10                       |
| 2004-2005 | Суперлига (I)    | 11                       |

## Достижения
- Победитель турнира «Кубок Урала» 2002

## Бывшие известные игроки
- Валерий Ильиных
- Александр Рахимов
- Павел Сучилин
- Константин Жиглов